# Derby Trójmiasta w piłce nożnej
Derby Trójmiasta – spotkanie uznawane za derby piłkarskie pomiędzy najbardziej utytułowanymi klubami w Trójmieście: Arką Gdynia i Lechią Gdańsk. Są to największe derby piłkarskie na Pomorzu i w całej północnej Polsce.

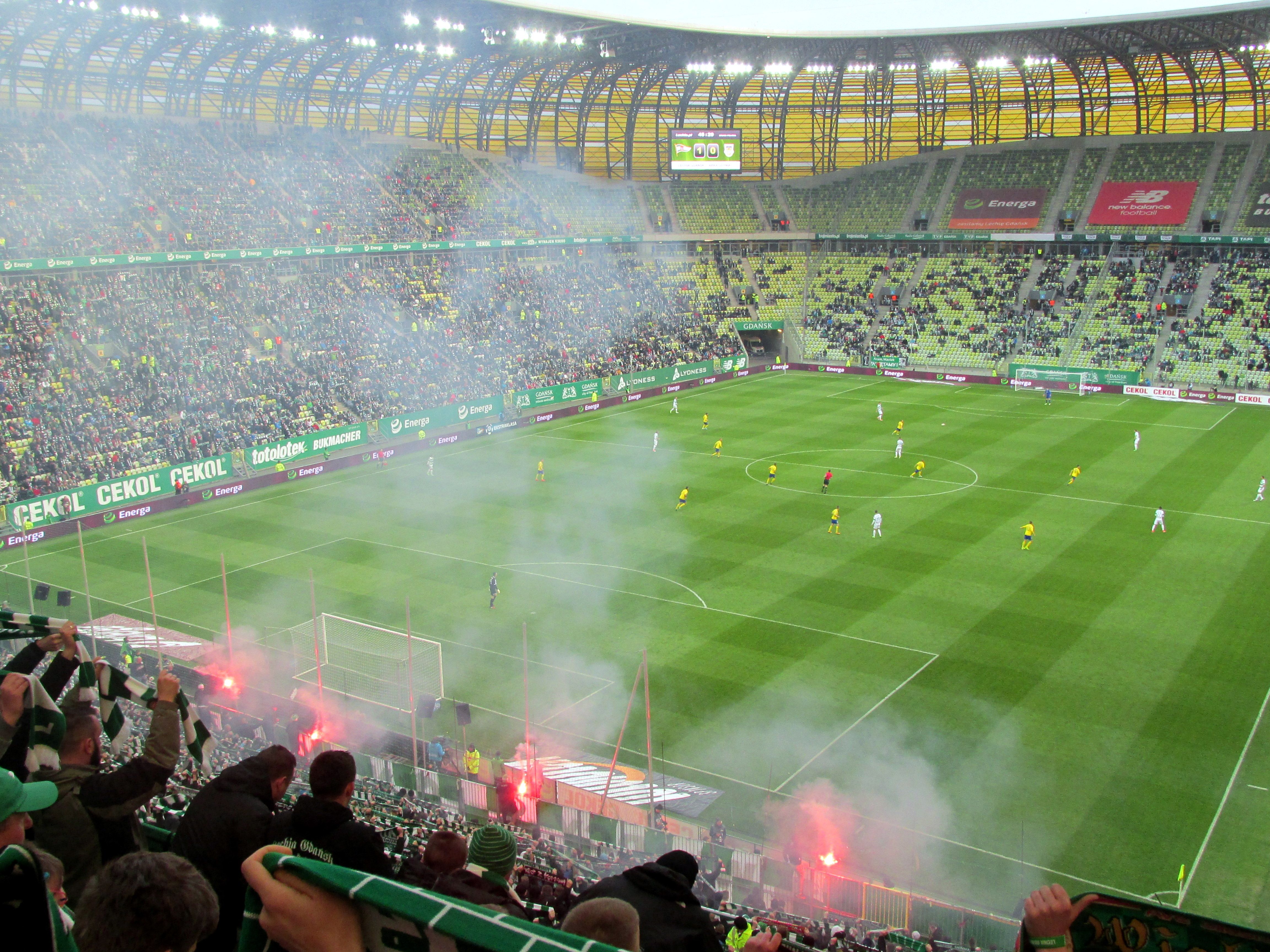
37. derby Trójmiasta

## Kluby
| Porównanie klubów | Porównanie klubów | Porównanie klubów | Porównanie klubów |
| --- | --- | --- | --- |
| Arka Gdynia | | | Lechia Gdańsk |
| 1929 najstarszy klub piłkarski w Gdyni drugi najstarszy polski klub piłkarski w Trójmieście po Gedanii | rok założenia | rok założenia | 1945 jeden z najstarszych polskich klubów w Gdańsku nazwa i barwy inspirowane najstarszym polskim klubem piłkarskim – Lechią Lwów |
| 2 | Puchary Polski | Puchary Polski | 2 |
| 2 | Superpuchary Polski | Superpuchary Polski | 2 ( w tym pierwszy historyczny Superpuchar - 1983) |
| 16 | liczba sezonów w Ekstraklasie, włącznie z sezonem 2023/2024 | liczba sezonów w Ekstraklasie, włącznie z sezonem 2023/2024 | 31 |
| 27. | miejsce w tabeli wszech czasów Ekstraklasy | miejsce w tabeli wszech czasów Ekstraklasy | 13. |
| 17 sierpnia 1974 1:0 z ŁKS-em | debiut w Ekstraklasie | debiut w Ekstraklasie | 20 marca 1949 1:5 z Cracovią |
| 7. | najwyższa lokata w Ekstraklasie | najwyższa lokata w Ekstraklasie | 3. |
| 0 | królowie strzelców Ekstraklasy | królowie strzelców Ekstraklasy | 1 |
| 4 | liczba spotkań w europejskich pucharach UEFA | liczba spotkań w europejskich pucharach UEFA | 8 |
| 19 września 1979 3:2 z Beroe Stara Zagora | debiut w rozgrywkach europejskich UEFA | debiut w rozgrywkach europejskich UEFA | 14 września 1983 0:7 z Juventus F.C. |
| 0 | liczba spotkań w europejskich pucharach poza UEFA (Puchar Intertoto do 1994) | liczba spotkań w europejskich pucharach poza UEFA (Puchar Intertoto do 1994) | 6 |
| 34 | liczba sezonów na drugim poziomie rozgrywkowym (do 1948 Klasa A, do 2008 II liga, od 2008 I liga) | liczba sezonów na drugim poziomie rozgrywkowym (do 1948 Klasa A, do 2008 II liga, od 2008 I liga) | 36 |
| 1938 | debiut na drugim poziomie ligowym | debiut na drugim poziomie ligowym | 1946 |
| Ekstraklasa | obecny poziom ligowy (2025/2026) | obecny poziom ligowy (2025/2026) | Ekstraklasa |
| Stadion Miejski w Gdyni | stadion | stadion | Polsat Plus Arena Gdańsk |
| dodatkowe informacje: | | | |

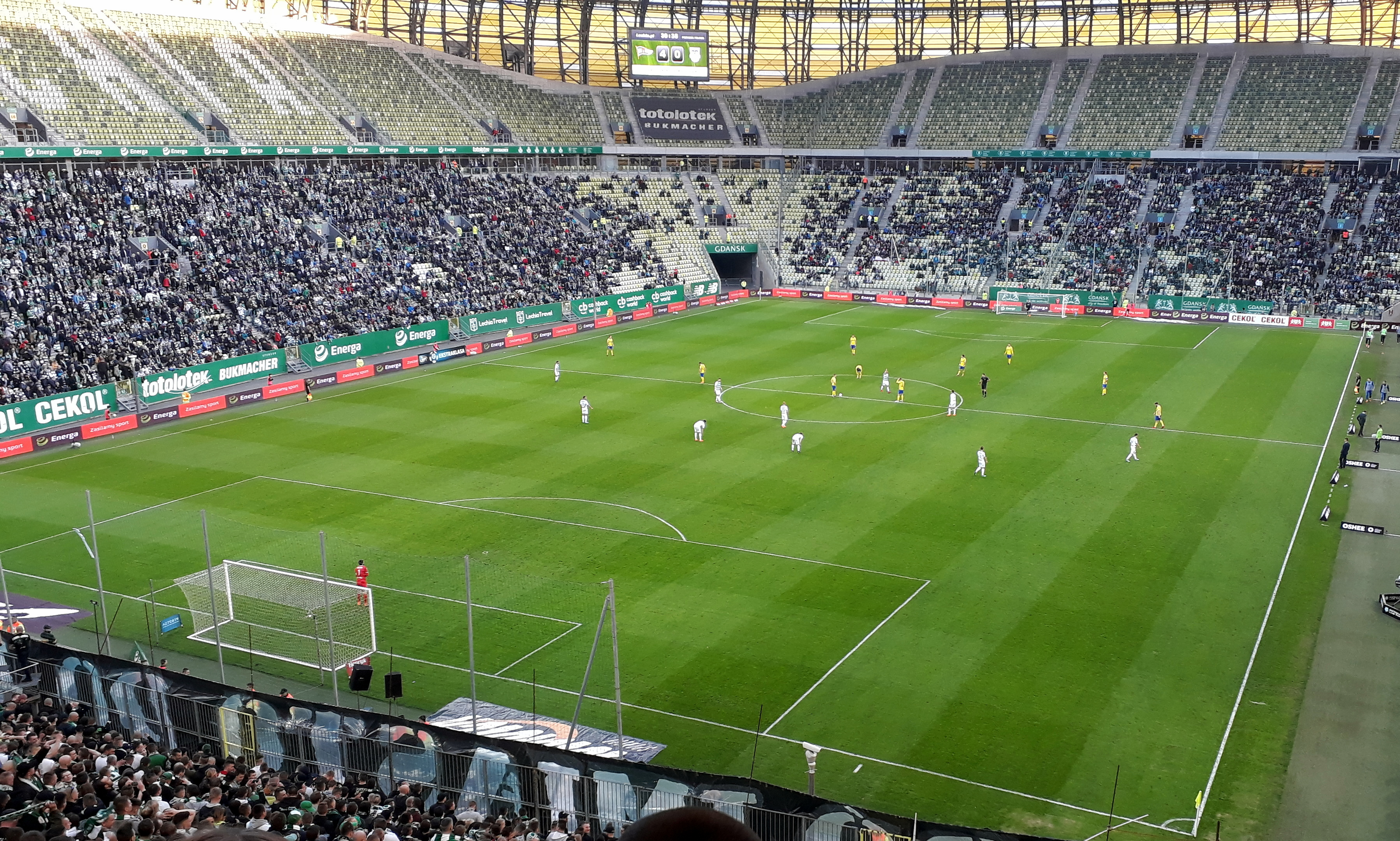
39. Derby Trójmiasta • 4:2 dla Lechii • PGE Arena Gdańsk, 7 kwietnia 2018 r.

| - Przed derbami Trójmiasta Arka rozgrywała, także w II lidze, derby Gdyni z Bałtykiem sięgające 1931 roku. - Arka zadebiutowała na drugim poziomie rozgrywkowym w 1938 jako drugi gdyński i trójmiejski klub trzy sezony po Bałtyku Gdynia. W Ekstraklasie zadebiutowała jako pierwszy gdyński klub. - Arka jako pierwszy klub z Trójmiasta i Pomorza zdobyła Puchar Polski (1979) i zadebiutowała w rozgrywkach europejskich UEFA (1979). - Do 2000 roku Arka rozgrywała domowe mecze na stadionie na Wzgórzu Św. Maksymiliana. - Herb Arki zawiera herb Gdyni. | - Przed derbami Trójmiasta Arka rozgrywała, także w II lidze, derby Gdyni z Bałtykiem sięgające 1931 roku. - Arka zadebiutowała na drugim poziomie rozgrywkowym w 1938 jako drugi gdyński i trójmiejski klub trzy sezony po Bałtyku Gdynia. W Ekstraklasie zadebiutowała jako pierwszy gdyński klub. - Arka jako pierwszy klub z Trójmiasta i Pomorza zdobyła Puchar Polski (1979) i zadebiutowała w rozgrywkach europejskich UEFA (1979). - Do 2000 roku Arka rozgrywała domowe mecze na stadionie na Wzgórzu Św. Maksymiliana. - Herb Arki zawiera herb Gdyni. | - Przed derbami Trójmiasta Lechia rozgrywała, także w II lidze, derby Gdańska z Gedanią sięgające 1945 roku. - Lechia zadebiutowała w rozgrywkach o mistrzostwo Polski w 1949 jako drugi gdański klub trzy sezony po Gedanii. Debiutowała zarazem wówczas w Ekstraklasie jako pierwszy gdański klub. - Lechia jako pierwszy klub z Trójmiasta i Pomorza zdobyła medal mistrzostw Polski (1956) i Superpuchar Polski (1983). - Do 2011 roku Lechia rozgrywała domowe mecze na stadionie na Aniołkach. - Herb Lechii zawiera herb Gdańska. | - Przed derbami Trójmiasta Lechia rozgrywała, także w II lidze, derby Gdańska z Gedanią sięgające 1945 roku. - Lechia zadebiutowała w rozgrywkach o mistrzostwo Polski w 1949 jako drugi gdański klub trzy sezony po Gedanii. Debiutowała zarazem wówczas w Ekstraklasie jako pierwszy gdański klub. - Lechia jako pierwszy klub z Trójmiasta i Pomorza zdobyła medal mistrzostw Polski (1956) i Superpuchar Polski (1983). - Do 2011 roku Lechia rozgrywała domowe mecze na stadionie na Aniołkach. - Herb Lechii zawiera herb Gdańska. |

## Historia
| Lp. | Poziom, rok | Bilans           |
| --- | ----------- | ---------------- |
| 1.  | II, 1964    | 0-0-1 (1:2)      |
| 2.  | II, 1965    | 1-0-1 (2:2)      |
| 3.  | II, 1965    | 2-0-1 (4:3)      |
| 4.  | II, 1966    | 3-0-1 (5:3)      |
| 5.  | II, 1966    | 3-1-1 (5:3       |
| 6.  | II, 1967    | 3-2-1 (5:3)      |
| 7.  | III, 1968   | 3-3-1 (5:3       |
| 8.  | III, 1969   | 3-4-1 (5:3)      |
| 9.  | II, 1972    | 4-4-1 (6:3)      |
| 10. | II, 1973    | 4-5-1 (7:4)      |
| 11. | II, 1973    | 4-6-1 (7:4)      |
| 12. | II, 1974    | 5-6-1 (8:4)      |
| 13. | II, 1975    | 5-7-1 (9:5)      |
| 14. | II, 1976    | 6-7-1 (10:5)     |
| 15. | II, 1983    | 6-7-2 (10:8)     |
| 16. | II, 1984    | 6-7-3 (11:12)    |
| 17. | II, 1992    | 6-7-4 (11:15)    |
| 18. | II, 1993    | 6-8-4 (11:15)    |
| 19. | PP, 1993    | 7-8-4 (12:15)    |
| 20. | II, 1993    | 7-9-4 (12:15)    |
| 21. | II, 1994    | 7-9-5 (14:18)    |
| 22. | II, 1994    | 8-9-5 (15:18)    |
| 23. | II, 1995    | 8-10-5 (15:18)   |
| 24. | III, 1997   | 8-10-6 (15:21)   |
| 25. | III, 1998   | 8-11-6 (15:21)   |
| 26. | II, 2007    | 8-12-6 (15:21)   |
| 27. | II, 2007    | 9-12-6 (16:21)   |
| 28. | PE, 2008    | 10-12-6 (18:21)  |
| 29. | I, 2008     | 10-12-7 (18:22)  |
| 30. | PE, 2008    | 11-12-7 (19:22)  |
| 31. | I, 2009     | 11-12-8 (20:24)  |
| 32. | I, 2009     | 11-12-9 (21:26)  |
| 33. | I, 2009     | 11-12-10 (22:28) |
| 34. | I, 2010     | 11-12-11 (22:29) |
| 35. | I, 2011     | 11-13-11 (24:31) |
| 36. | I, 2016     | 11-14-11 (25:32) |
| 37. | I, 2017     | 11-14-12 (26:34) |
| 38. | I, 2017     | 11-14-13 (26:35) |
| 39. | I, 2018     | 11-14-14 (28:39) |
| 40. | I, 2018     | 11-14-15 (29:41) |
| 41. | I, 2018     | 11-14-16 (30:43) |
| 42. | I, 2019     | 11-15-16 (30:43) |
| 43. | I, 2019     | 11-16-16 (32:45) |
| 44. | I, 2020     | 11-16-17 (35:49) |
| 45. | II, 2023    | 12-16-17 (36:49) |
| 46  | II, 2024    | 12-16-18 (37:51) |

Pierwsze spotkanie drużyn miało miejsce 2 września 1964 roku - wówczas wygrała Lechia 2:1. Ciekawostką jest fakt, że pomimo już ponad 50-letniej historii spotkań derbowych, dopiero mecz rozegrany między nimi 3 października 2008 roku odbył się o punkty w najwyższej klasie piłkarskiej w Polsce.

### II liga
| 12 września 1964 | Lechia Gdańsk | 2:1 | Arka Gdynia |                                      |
|                  | 60' · 62'     |     | 68'         | Stadion MOSiR, Gdańsk Widzów: 15 000 |

| 211 kwietnia 1965 | Arka Gdynia | 1:0 | Lechia Gdańsk |                                                  |
|                   | 28'         |     |               | Stadion przy ul. Ejsmonda w Gdyni Widzów: 18 000 |

| 315 września 1965 | Lechia Gdańsk | 1:2 | Arka Gdynia |                                                                       |
|                   | 10'           |     | 31' · 57'   | Stadion MOSiR, Gdańsk Widzów: 18 000 Sędzia: Wacław Majdan (Warszawa) |

| 411 kwietnia 1966 | Arka Gdynia | 1:0 | Lechia Gdańsk |                                                 |
|                   |             |     |               | Stadion przy ul. Ejsmonda w Gdyni Widzów: 9 000 |

| 517 września 1966 | Lechia Gdańsk | 0:0 | Arka Gdynia |                                                                     |
|                   |               |     |             | Stadion MOSiR, Gdańsk Widzów: 12 000 Sędzia: Marian Kustoń (Poznań) |

| 623 kwietnia 1967 | Arka Gdynia | 0:0 | Lechia Gdańsk |                                                                                 |
|                   |             |     |               | Stadion przy ul. Ejsmonda w Gdyni Widzów: 6 000 Sędzia: Alojzy Jarguz (Olsztyn) |

### III liga
| 718 sierpnia 1968 | Arka Gdynia | 0:0 | Lechia Gdańsk |                                                 |
|                   |             |     |               | Stadion przy ul. Ejsmonda w Gdyni Widzów: 6 000 |

| 830 marca 1969 | Lechia Gdańsk | 0:0 | Arka Gdynia |                                      |
|                |               |     |             | Stadion MOSiR, Gdańsk Widzów: 10 000 |

### II liga
| 920 października 1972 | Arka Gdynia              | 1:0 | Lechia Gdańsk |                                                  |
|                       | Mirosław Chodakowski 35' |     |               | Stadion przy ul. Ejsmonda w Gdyni Widzów: 15 000 |

| 1025 marca 1973 | Lechia Gdańsk          | 1:1 | Arka Gdynia              |                                      |
|                 | Janusz Orczykowski 34' |     | 44' Mirosław Chodakowski | Stadion MOSiR, Gdańsk Widzów: 35 000 |

| 111 września 1973 | Arka Gdynia | 0:0 | Lechia Gdańsk |                                                  |
|                   |             |     |               | Stadion przy ul. Ejsmonda w Gdyni Widzów: 12 000 |

| 127 kwietnia 1974 | Lechia Gdańsk | 0:1 | Arka Gdynia |                                      |
|                   |               |     |             | Stadion MOSiR, Gdańsk Widzów: 35 000 |

| 139 listopada 1975 | Lechia Gdańsk     | 1:1 | Arka Gdynia           |                                      |
|                    | Jerzy Kasalik 60' |     | 65' Waldemar Tandecki | Stadion MOSiR, Gdańsk Widzów: 30 000 |

| 1422 maja 1976 | Arka Gdynia           | 1:0 | Lechia Gdańsk |                                                                                  |
|                | Andrzej Szybalski 83' |     |               | Stadion przy ul. Ejsmonda w Gdyni Widzów: 15 000 Sędzia: Alojzy Jarguz (Olsztyn) |

| 1530 października 1983 | Lechia Gdańsk                       | 3:0 | Arka Gdynia |                                                                           |
|                        | Jerzy Kruszczyński 6', 20' (k), 82' |     |             | Stadion MOSiR, Gdańsk Widzów: 20 000 Sędzia: Andrzej Wachowicz (Warszawa) |

| 1620 czerwca 1984 | Arka Gdynia                | 1:4 | Lechia Gdańsk                                              |                                                                                  |
|                   | Wojciech Cirkowski 89' (k) |     | 25', 35' (k), 54' Jerzy Kruszczyński · 70' Jacek Grembocki | Stadion przy ul. Ejsmonda w Gdyni Widzów: 20 000 Sędzia: Józef Banasz (Katowice) |

| 1712 września 1992 | Lechia Gdańsk | 3:0 | Arka Gdynia |                                                                    |
|                    |               |     |             | Stadion MOSiR, Gdańsk Widzów: 7 000 Sędzia: Jan Pągowski (Wrocław) |

| 188 kwietnia 1993 | Arka Gdynia | 0:0 | Lechia Gdańsk |                                                                                    |
|                   |             |     |               | Stadion przy ul. Ejsmonda w Gdyni Widzów: 8 000 Sędzia: Krzysztof Wylot (Warszawa) |

### Puchar Polski
| 1915 września 1993 | Arka Gdynia | 1:0 | Lechia Gdańsk |                                                |
|                    | Sobczak 23' |     |               | Stadion przy ul. Ejsmonda w Gdyni Widzów: 3000 |

### II liga
| 2017 października 1993 | Arka Gdynia | 0:0 | Lechia Gdańsk |                                                                               |
|                        |             |     |               | Stadion przy ul. Ejsmonda w Gdyni Widzów: 5 000 Sędzia: Jerzy Kaczor (Lublin) |

| 2129 maja 1994 | Lechia Gdańsk | 3:2 | Arka Gdynia |                                                                         |
|                |               |     |             | Stadion MOSiR, Gdańsk Widzów: 7 000 Sędzia: Tadeusz Stachura (Katowice) |

| 2227 sierpnia 1994 | Arka Gdynia | 1:0 | Lechia Gdańsk |                                                                                 |
|                    |             |     |               | Stadion przy ul. Ejsmonda w Gdyni Widzów: 6 000 Sędzia: Andrzej Dymek (Wrocław) |

| 231 kwietnia 1995 | Lechia Gdańsk | 0:0 | Arka Gdynia |                                                                      |
|                   |               |     |             | Stadion MOSiR, Gdańsk Widzów: 8 000 Sędzia: Marcin Pyzałka (Wrocław) |

### III liga
| 2419 października 1997 | Arka Gdynia     | 0:3 (wo.) | Lechia Gdańsk                                   |                                                    |
|                        | Robert Zinko 1' | (1:2)     | 30' (k) Artur Chrzonowski · 42' Marcin Pudysiak | Widzów: 4 500 Sędzia: Marek Żalikowski (Bydgoszcz) |

1. ↑  Wynik meczu na boisku: 1:2

| 2523 maja 1998 | Lechia Gdańsk | 0:0 | Arka Gdynia |                                                                       |
|                |               |     |             | Stadion MOSiR, Gdańsk Widzów: 6 000 Sędzia: Sławomir Borycki (Elbląg) |

### II liga
| 2610 października 2007 | Lechia Gdańsk                                                      | 0:0                                                                | Arka Gdynia |                                                                      |
| 15:05                  |                                                                    |                                                                    |             | Stadion MOSiR, Gdańsk Widzów: 10 000 Sędzia: Marcin Szulc (Warszawa) |
| 15:05                  | Robert Speichler 30' · Maciej Rogalski 42' · Jacek Manuszewski 73' | 42' Tomasz Sokołowski · 61' Paweł Weinar · 74', 90+3' Bartosz Ława |             | Stadion MOSiR, Gdańsk Widzów: 10 000 Sędzia: Marcin Szulc (Warszawa) |

| 274 listopada 2007 | Arka Gdynia                                 | 1:0   | Lechia Gdańsk                                              |                                                                         |
| 14:40              | Grzegorz Niciński 79'                       | (0:0) |                                                            | Stadion Miejski w Gdyni Widzów: 11 000 Sędzia: Marcin Borski (Warszawa) |
| 14:40              | Krzysztof Sobieraj 36' · Paweł Weinar 45+3' | (0:0) | 36' Piotr Cetnarowicz · 45' Paweł Kapsa · 88' Paweł Pęczak | Stadion Miejski w Gdyni Widzów: 11 000 Sędzia: Marcin Borski (Warszawa) |

### Puchar Ekstraklasy (2008/2009)
| 288 września 2008 | Arka Gdynia                                                       | 2:0   | Lechia Gdańsk |                                                                      |
| 20:30             | Damian Nawrocik 84' (k) · Marcin Wachowicz 90+4'                  | (0:0) |               | Stadion Miejski w Gdyni Widzów: 6000 Sędzia: Dawid Piasecki (Słupsk) |
| 20:30             | 60' Maciej Rogalski · 70' Łukasz Trałka · 75' Piotr Kasperkiewicz | (0:0) |               | Stadion Miejski w Gdyni Widzów: 6000 Sędzia: Dawid Piasecki (Słupsk) |

### Ekstraklasa (2008/2009)
| 293 października 2008 | Arka Gdynia      | 0:1   | Lechia Gdańsk                             |                                                                           |
| 20:00                 |                  | (0:0) | 64' Paweł Buzała                          | Stadion Miejski w Gdyni Widzów: 8000 Sędzia: Hubert Siejewicz (Białystok) |
| 20:00                 | Marcin Wachowicz | (0:0) | Karol Piątek · Paweł Buzała · Mateusz Bąk | Stadion Miejski w Gdyni Widzów: 8000 Sędzia: Hubert Siejewicz (Białystok) |

### Puchar Ekstraklasy (2008/2009)
| 3018 listopada 2008 | Lechia Gdańsk                                                         | 0:1   | Arka Gdynia           |                                                                    |
| 18:00               |                                                                       | (0:1) | 38' Dariusz Żuraw     | Stadion MOSiR, Gdańsk Widzów: 2000 Sędzia: Jacek Granat (Warszawa) |
| 18:00               | Artur Andruszczak 63' · Maciej Kalkowski 66' · Arkadiusz Mysona 90+1' | (0:1) | 85' Przemysław Trytko | Stadion MOSiR, Gdańsk Widzów: 2000 Sędzia: Jacek Granat (Warszawa) |

### Ekstraklasa
| 3125 kwietnia 2009 | Lechia Gdańsk                             | 2:1   | Arka Gdynia                                                                                 |                                                                       |
| 16:00              | Piotr Wiśniewski 76' · Paweł Buzała 79'   | (0:0) | 95' Przemysław Trytko                                                                       | Stadion MOSiR, Gdańsk Widzów: 12 000 Sędzia: Marcin Borski (Warszawa) |
| 16:00              | Artur Andruszczak 74' · Marko Bajić 90+4' | (0:0) | 70' Maciej Scherfchen · 77' Błażej Telichowski · 79' Marcin Wachowicz · 89' Michał Łabędzki | Stadion MOSiR, Gdańsk Widzów: 12 000 Sędzia: Marcin Borski (Warszawa) |

| 3231 lipca 2009 | Lechia Gdańsk                           | 2:1   | Arka Gdynia          |                                                                       |
| 20:00           | Karol Piątek 23' 45' (k)                | (2:1) | 13' Marcin Wachowicz | Stadion MOSiR, Gdańsk Widzów: 12 500 Sędzia: Szymon Marciniak (Płock) |
| 20:00           | Marcin Kaczmarek 27' · Karol Piątek 52' | (2:1) | 58' Bartosz Ława     | Stadion MOSiR, Gdańsk Widzów: 12 500 Sędzia: Szymon Marciniak (Płock) |

| 3325 listopada 2009 | Arka Gdynia                                                    | 1:2   | Lechia Gdańsk                                               |                                                                       |
| 18:30               | Marcin Wachowicz 69'                                           | (0:1) | 6' Jakub Zabłocki · 53' Ivans Lukjanovs                     | Stadion Miejski w Gdyni Widzów: 6000 Sędzia: Marcin Borski (Warszawa) |
| 18:30               | Lubomir Lubenow 19' · Adrian Mrowiec 89' · Mateusz Siebert 89' | (0:1) | 14' Marcin Kaczmarek · 19' Łukasz Surma · 90+2' Paweł Kapsa | Stadion Miejski w Gdyni Widzów: 6000 Sędzia: Marcin Borski (Warszawa) |

| 3417 października 2010 | Lechia Gdańsk                            | 1:0   | Arka Gdynia                                                                                     |                                                                          |
| 17:15                  | Piotr Wiśniewski 78'                     | (0:0) |                                                                                                 | Stadion MOSiR, Gdańsk Widzów: 11 811 Sędzia: Mirosław Górecki (Katowice) |
| 17:15                  | Abdou Razack Traoré 72' · Bédi Buval 84' | (0:0) | 34' Maciej Szmatiuk · 38' Ante Rožić · 84' Mirko Iwanowski · 84' Emil Noll · 86' Miroslav Božok | Stadion MOSiR, Gdańsk Widzów: 11 811 Sędzia: Mirosław Górecki (Katowice) |

| 351 maja 2011 | Arka Gdynia                                                                            | 2:2   | Lechia Gdańsk                                                                 |                                                                        |
| 17:30         | Emil Noll 35' · Tadas Labukas 88'                                                      | (1:0) | 89' Paweł Nowak · 90+6' Luka Vučko                                            | Stadion Miejski w Gdyni Widzów: 10 170 Sędzia: Dawid Piasecki (Słupsk) |
| 17:30         | Miroslav Božok 29' · Marcelo Moretto 45+1' · Filip Burkhardt 69' · Tadas Labukas 90+3' | (1:0) | 2' Luka Vučko · 29' Mateusz Bąk · 30' Abdou Razack Traoré · 45+1' Paweł Nowak | Stadion Miejski w Gdyni Widzów: 10 170 Sędzia: Dawid Piasecki (Słupsk) |

| 3630 października 2016 | Arka Gdynia         | 1:1   | Lechia Gdańsk                                                |                                                                              |
| 18:00                  | Adrian Błąd 65'     | (0:1) | 32' Marco Paixão                                             | Stadion Miejski w Gdyni Widzów: 14 029 Sędzia: Tomasz Kwiatkowski (Warszawa) |
| 18:00                  | Marcus da Silva 59' | (0:1) | 45+1' Milos Krasić · 59' Sławomir Peszko · 86' Flávio Paixão | Stadion Miejski w Gdyni Widzów: 14 029 Sędzia: Tomasz Kwiatkowski (Warszawa) |

| 3717 kwietnia 2017 | Lechia Gdańsk                              | 2:1   | Arka Gdynia                                 |                                                                     |
| 18:00              | Marco Paixão 27' · Sławomir Peszko 62'     | (1:0) | 70' Dominik Hofbauer                        | Stadion Energa Gdańsk Widzów: 28 145 Sędzia: Tomasz Musiał (Kraków) |
| 18:00              | Jakub Wawrzyniak 53' · Sławomir Peszko 79' | (1:0) | 35' Miroslav Božok · 53' Antoni Łukasiewicz | Stadion Energa Gdańsk Widzów: 28 145 Sędzia: Tomasz Musiał (Kraków) |

| 383 listopada 2017 | Arka Gdynia                                                                        | 0:1   | Lechia Gdańsk                                                    |                                                                             |
| 20:30              |                                                                                    | (0:0) | 90+5' Flávio Paixão                                              | Stadion Miejski w Gdyni Widzów: 14 113 Sędzia: Daniel Stefański (Bydgoszcz) |
| 20:30              | Rafał Siemaszko 13' · Marcus Vinícius 40' · Michał Nalepa 76' · Adam Marciniak 87' | (0:0) | 13' Paweł Stolarski · 76' Rafał Wolski · 87' Grzegorz Wojtkowiak | Stadion Miejski w Gdyni Widzów: 14 113 Sędzia: Daniel Stefański (Bydgoszcz) |

| 397 kwietnia 2018 | Lechia Gdańsk                                         | 4:2   | Arka Gdynia                             |                                                                            |
| 18:00             | Flávio Paixão 14', 28' (k), 39' · Sławomir Peszko 25' | (4:0) | 66' Luka Zarandia · 90' Enrique Esqueda | Stadion Energa Gdańsk Widzów: 22 871 Sędzia: Tomasz Kwiatkowski (Warszawa) |
| 18:00             | Sławomir Peszko 20' · Daniel Łukasik 44'              | (4:0) | 30' Andrij Bohdanow                     | Stadion Energa Gdańsk Widzów: 22 871 Sędzia: Tomasz Kwiatkowski (Warszawa) |

| 4013 kwietnia 2018 | Arka Gdynia                                                                                                 | 1:2   | Lechia Gdańsk |                                                                            |
| 18:00              | Mateusz Szwoch 9' (k)                                                                                       | (1:2) | 22' Steven Vitória · 43' Flávio Paixão                                                                               | Stadion Miejski w Gdyni Widzów: 11 876 Sędzia: Paweł Raczkowski (Warszawa) |
| 18:00              | Mateusz Szwoch 45' · Marcus Vinícius 45' · Maciej Jankowski 49' · Dawid Sołdecki 81' · Michał Marcjanik 89' | (1:2) | 8' Paweł Stolarski · 14' Daniel Łukasik · 45' Steven Vitória · 45' Dušan Kuciak · 55' Michał Nalepa · 90' João Nunes | Stadion Miejski w Gdyni Widzów: 11 876 Sędzia: Paweł Raczkowski (Warszawa) |

| 4127 października 2018 | Lechia Gdańsk                                                  | 2:1   | Arka Gdynia                                 |                                                                         |
| 18:00                  | Błażej Augustyn 26' · Flávio Paixão 90'                        | (1:1) | 37' (k) Michał Janota                       | Stadion Energa Gdańsk Widzów: 25 066 Sędzia: Bartosz Frankowski (Toruń) |
| 18:00                  | Filip Mladenović 36' · Błażej Augustyn 36' · Michał Nalepa 48' | (1:1) | 47', 65' Tadeusz Socha · 53' Adam Marciniak | Stadion Energa Gdańsk Widzów: 25 066 Sędzia: Bartosz Frankowski (Toruń) |

| 422 kwietnia 2019 | Arka Gdynia                                                  | 0:0                   | Lechia Gdańsk |                                                                   |
| 20:30             |                                                              |                       |               | Stadion Miejski w Gdyni Widzów: 10 012 Sędzia: Paweł Gil (Lublin) |
| 20:30             | Adam Marciniak 10' · Michał Nalepa 52' · Marko Vejinović 77' | 90+4' Tomasz Makowski |               | Stadion Miejski w Gdyni Widzów: 10 012 Sędzia: Paweł Gil (Lublin) |

| 4320 października 2019 | Arka Gdynia                                | 2:2   | Lechia Gdańsk                                                                                                |                                                                              |
| 15:00                  | Michał Nalepa 75' · Marko Vejinović 90+10' | (0:0) | 51' Flávio Paixão · 53' Artur Sobiech                                                                        | Stadion Miejski w Gdyni Widzów: 13 011 Sędzia: Tomasz Kwiatkowski (Warszawa) |
| 15:00                  | Marko Vejinović 60'                        | (0:0) | 49' Karol Fila · 60' Lukáš Haraslín · 90+5' Filip Mladenović · 90+13' Błażej Augustyn · 90+1' Žarko Udovičić | Stadion Miejski w Gdyni Widzów: 13 011 Sędzia: Tomasz Kwiatkowski (Warszawa) |

| 4431 maja 2020 | Lechia Gdańsk                                                | 4:3   | Arka Gdynia                                           |                                                        |
| 17:30          | Flávio Paixão 50' (k), 77', 90+5' (k) · Łukasz Zwoliński 88' | (0:0) | 60' (k), 82' (k) Marko Vejinović · 71' Adam Marciniak | Stadion Energa Gdańsk Sędzia: Szymon Marciniak (Płock) |
| 17:30          | Patryk Lipski 32' · Conrado Buchanelli Holz 90'              | (0:0) | 49' Frederik Helstrup · 90+1' Michał Nalepa           | Stadion Energa Gdańsk Sędzia: Szymon Marciniak (Płock) |

### I liga
| 4524 listopada 2023 | Arka Gdynia                                  | 1:0   | Lechia Gdańsk                                                                          |                                                                         |
| 20:30               | Michał Marcjanik 54'                         | (0:0) |                                                                                        | Stadion Miejski w Gdyni Widzów: 11 478 Sędzia: Szymon Marciniak (Płock) |
| 20:30               | Michał Marcjanik 15', 76' · Kacper Skóra 42' | (0:0) | 39' Miłosz Kałahur · 45+1' Jan Biegański · 53' Andrei Chindriș · 78', 89' Maksym Khlan | Stadion Miejski w Gdyni Widzów: 11 478 Sędzia: Szymon Marciniak (Płock) |

| 4619 maja 2024 | Lechia Gdańsk                                              | 2:1   | Arka Gdynia                                                                              |                                                                               |
| 20:30          | Kacper Sezonienko 14' · Camilo Mena 84'                    | (1:1) | 37' Alassane Sidibe                                                                      | Polsat Plus Arena Gdańsk Widzów: 36 483 Sędzia: Tomasz Kwiatkowski (Warszawa) |
| 20:30          | Miłosz Kałahur 26' · Andrei Chindriș 32' · Rifet Kapić 42' | (1:1) | 41' Michał Borecki · 52' Alassane Sidibe · 90+4' Abdallah Hafez · 90+8' Przemysław Stolc | Polsat Plus Arena Gdańsk Widzów: 36 483 Sędzia: Tomasz Kwiatkowski (Warszawa) |

### Ekstraklasa
| 4724 sierpnia 2025 | Lechia Gdańsk | [ 32 ] | Arka Gdynia |                          |
| 17:30              |               |        |             | Polsat Plus Arena Gdańsk |

## Bilans spotkań
| rozgrywki                            | łącznie        | łącznie         | łącznie | łącznie           | łącznie          | gospodarzem Arka | gospodarzem Arka | gospodarzem Arka | gospodarzem Arka  | gospodarzem Arka | gospodarzem Lechia | gospodarzem Lechia | gospodarzem Lechia | gospodarzem Lechia | gospodarzem Lechia |
| rozgrywki                            | liczba spotkań | zwycięstwa Arki | remisy  | zwycięstwa Lechii | bramki           | liczba spotkań   | zwycięstwa Arki  | remisy           | zwycięstwa Lechii | bramki           | liczba spotkań     | zwycięstwa Arki    | remisy             | zwycięstwa Lechii  | bramki             |
| ------------------------------------ | -------------- | --------------- | ------- | ----------------- | ---------------- | ---------------- | ---------------- | ---------------- | ----------------- | ---------------- | ------------------ | ------------------ | ------------------ | ------------------ | ------------------ |
| I poziom ligowy (Ekstraklasa)        | 15             | 0               | 4       | 11                | 28:16 dla Lechii | 8                | 0                | 4                | 4                 | 7:11             | 7                  | 0                  | 0                  | 7                  | 17:9               |
| II poziom ligowy (II liga do 2008)   | 24             | 9               | 9       | 6                 | 20:17 dla Lechii | 12               | 7                | 4                | 1                 | 8:4              | 12                 | 2                  | 5                  | 5                  | 16:9               |
| III poziom ligowy (III liga do 2008) | 4              | 0               | 3       | 1                 | 3:0 dla Lechii   | 2                | 0                | 1                | 1                 | 0:3              | 2                  | 0                  | 2                  | 0                  | 0:0                |
| Puchar Polski                        | 1              | 1               | 0       | 0                 | 1:0 dla Arki     | 1                | 1                | 0                | 0                 | 1:0              | –                  | –                  | –                  | –                  | –                  |
| Puchar Ligi                          | 2              | 2               | 0       | 0                 | 3:0 dla Arki     | 1                | 1                | 0                | 0                 | 2:0              | 1                  | 1                  | 0                  | 0                  | 0:1                |
| łącznie                              | 46             | 12              | 16      | 18                | 51:37 dla Lechii | 24               | 9                | 9                | 6                 | 18:18            | 22                 | 3                  | 7                  | 12                 | 33:19              |

## Pozycje ligowe
Legenda: na żółto – Arka Gdynia, na zielono – Lechia Gdańsk, P – Puchar Polski, S – Superpuchar Polski

## Najlepsi strzelcy
Najlepszym strzelcem w historii derbów jest piłkarz Lechii Flavio Paixao (10 goli - 2x hattrick), drugi jest Jerzy Kruszczyński (6 goli - 2x hattrick). Z drużyny Arki najwięcej bramek zdobyli Marcin Wachowicz i Marko Vejinović (po trzy).

## Derby a kibice

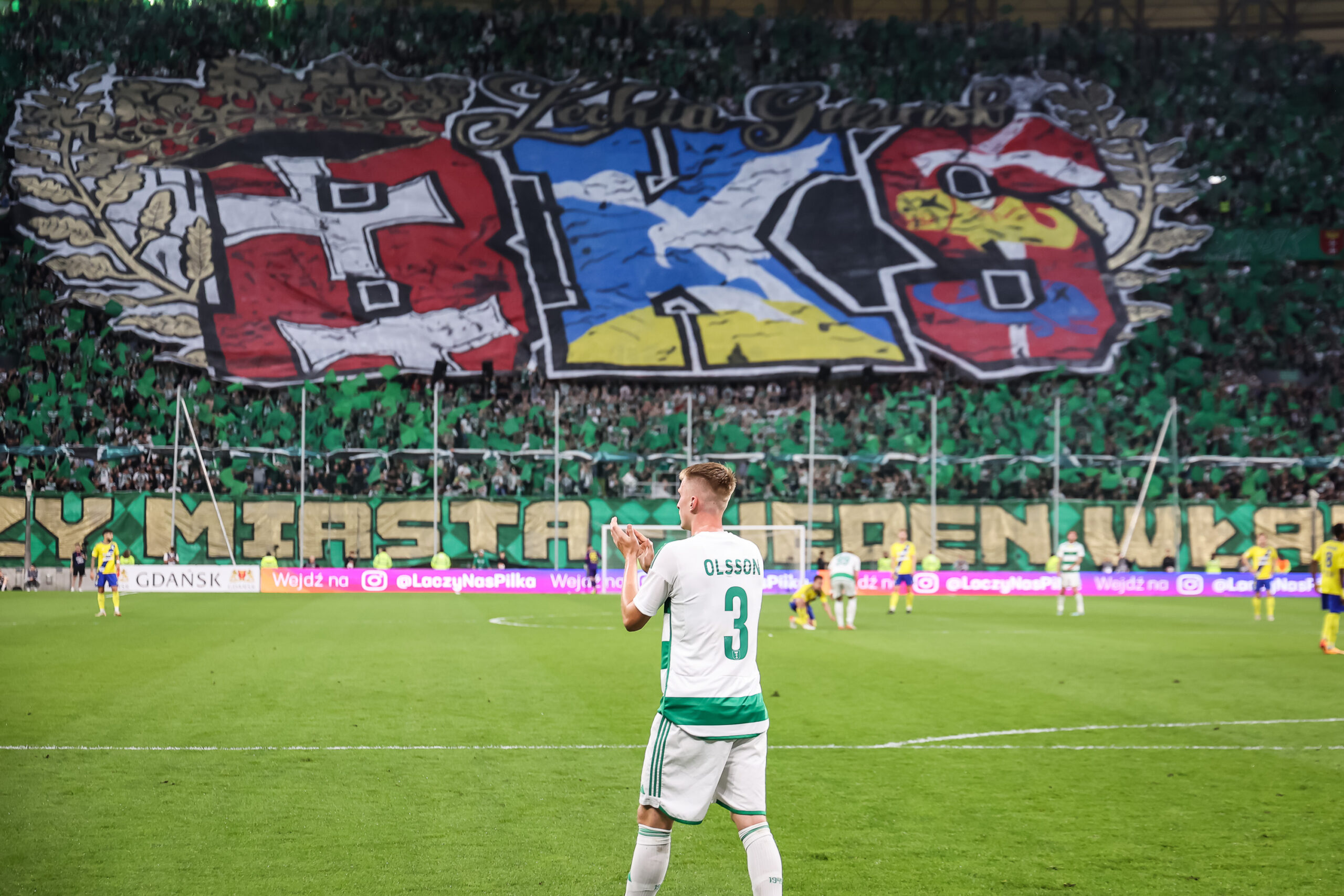
Oprawa kibiców Lechii podczas 46. Derbów Trójmiasta

Jedyny derbowy walkower (3:0 dla Lechii, sezon 1997/98) był spowodowany zajściami na trybunach w Gdańsku wywołanymi przez sympatyków gdyńskiej Arki, podczas których po raz pierwszy w historii polska policja użyła broni gładkolufowej. 
Do ciekawostek należy również jedyny w swoim rodzaju fakt przegonienia ze swoich sektorów fanów gospodarzy przez kibiców gości. Słynny atak sympatyków Lechii na gdyńską „Górkę” (na nieistniejącym już stadionie przy ul. Ejsmonda, zasiadali tam najbardziej zagorzali sympatycy Arki), miał miejsce w czerwcu 1984 roku.
20 października 2019 doszło do starć policji z kibicami Lechii, którzy otrzymali zakaz wstępu na derby w Gdyni i w ramach protestu zablokowali Aleję Niepodległości w Sopocie.
19 maja 2024 na 46. derbach odnotowano rekord frekwencji na trybunach wynoszący 36 483 kibiców.

## Inne derby w Trójmieście
W przeszłości rozgrywano także inne derby w Trójmieście: derby Gdyni pomiędzy Arką a Bałtykiem oraz derby Gdańska pomiędzy Lechią a Polonią (także pod nazwą Stoczniowiec) lub Gedanią. Rywalizacja między Lechią a Arką przeniosła się także do rugby (zobacz: Derby Trójmiasta w rugby).

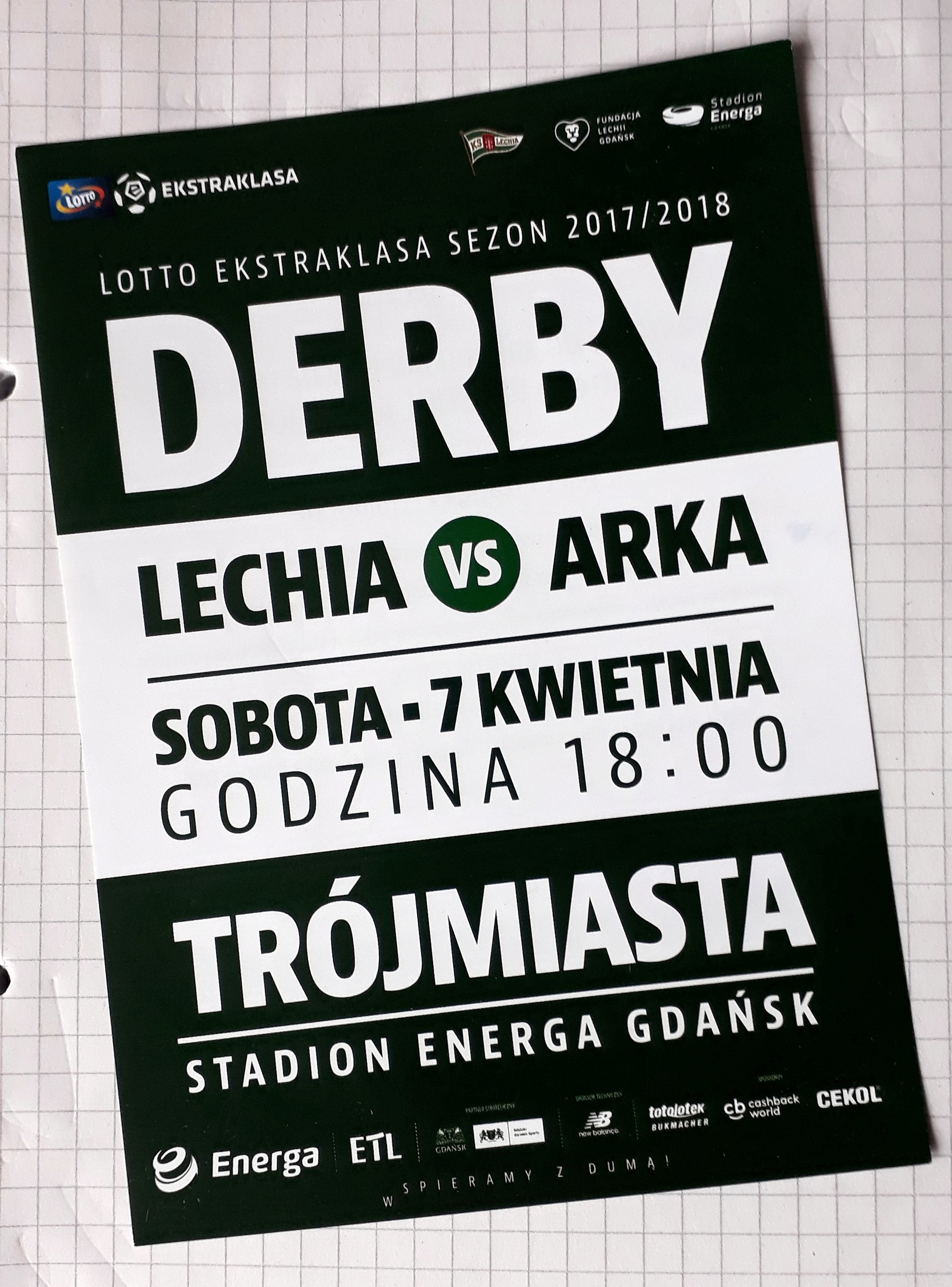
Ulotka reklamująca Derby Trójmiasta 7 kwietnia 2018